# تطوير المناهج
تطوير المناهج أو تطوير المناهج الدراسية (بالإنجليزية: Curriculum development) هي عملية تحسين المناهج الدراسية. استخدمت منهجيات مختلفة في تطوير المناهج. تتكون المناهج المستخدمة بشكل شائع من التحليل (أي تحليل الحاجة، وتحليل المهام)، والتصميم (أي التصميم الموضوعي)، والاختيار (أي اختيار أساليب التعلم/ التدريس المناسبة وطرائق التقييم المناسبة) التشكيل (أي تشكيل لجنة تنفيذ المناهج/ لجنة تقييم المناهج) والمراجعة (أي لجنة مراجعة المناهج).

## مناهج رعاية وتعليم الطفولة المبكرة
لا يوجد منهج واحد "مفضل" لجميع المواقف. تعتمد بعض المناهج الدراسية بشكل كبير على العلوم والتكنولوجيا بينما تركز الأخرى بشكل أساسي على الفنون. ومع ذلك، فإن المقارنة بين المناهج المختلفة تظهر أن بعض الأساليب تكون أكثر فعالية بشكل عام من غيرها. أثبتت البرامج الشاملة التي تتناول الصحة والتغذية والتنمية على أنها الأكثر فعالية في مرحلة الطفولة المبكرة، وخاصة في البرامج الموجهة إلى الأطفال الصغار جدًا والضعفاء. وهذا يتطلب التزامًا حقيقيًا من الوكالات والأفراد بالعمل معًا، والتخطيط للمشاريع بشكل تعاوني، وإشراك الآباء والمجتمعات.

## تطوير المناهج الإنسانية
المنهج الإنساني هو منهج يعتمد على التعليم المتعدد الثقافات الذي يسمح بتعددية المجتمع مع السعي لضمان التوازن بين التعددية والقيم العالمية. ومن حيث السياسة، يرى هذا الرأي أن أطر المناهج الدراسية هي أدوات لربط الأهداف التعليمية الواسعة والعمليات للوصول إليها. يرى منظور تطوير المناهج الإنسانية أنه لكي تكون أطر المناهج الدراسية مشروعة، فإن عملية حوار السياسات لتحديد الأهداف التعليمية يجب أن تكون تشاركية وشاملة. ومن الأمور المركزية في هذا الرأي أن سياسة المناهج الدراسية ومحتواها يجب أن تسترشد بمبادئ العدالة الاجتماعية والاقتصادية والمساواة والمسؤولية البيئية التي تشكل ركائز التنمية المستدامة.